# Conflit gelé
Dans les relations internationales, un conflit gelé est une situation dans laquelle un conflit armé actif a pris fin, mais aucun traité de paix ou autre cadre politique ne résout le conflit à la satisfaction des combattants. Par conséquent, légalement, le conflit peut recommencer à tout moment, créant un environnement d'insécurité et d'instabilité.
Le terme a été couramment utilisé pour les conflits relatifs aux régions sécessionnistes des anciennes républiques socialistes soviétiques après la dislocation de l’URSS (Haut-Karabagh, Transnistrie, Abkhazie, etc.), mais il a également souvent été appliqué à d'autres conflits territoriaux pérennes. La situation de facto qui se dégage peut correspondre à la position de jure affirmée par une partie au conflit ; par exemple, la Russie revendique et contrôle efficacement la Crimée à la suite de la crise de 2014 en Crimée malgré les revendications persistantes de l'Ukraine dans la région. Alternativement, la situation de facto peut ne pas correspondre à la demande officielle de l'une ou l'autre partie. La division de la Corée est un exemple de cette dernière situation : tant la république de Corée que la république populaire démocratique de Corée revendiquent officiellement des droits sur l'ensemble de la péninsule ; cependant, il existe une frontière bien définie entre les zones de contrôle des deux pays.
Les conflits gelés aboutissent parfois à des États partiellement reconnus. Par exemple, la république d'Ossétie du Sud, un produit du conflit gelé entre la Géorgie et l'Ossétie, est reconnue par huit autres États, dont cinq membres des Nations unies; les trois autres de ces entités sont elles-mêmes des États partiellement reconnus.